# Berndt Egerbladh
Berndt Erik Egerbladh, född 1 maj 1932 i Transtrand, Dalarna, död 2 mars 2004 i Sollentuna, var en svensk jazzpianist, kompositör och programledare. På Sveriges Television ledde han åren kring 1990 tre TV-serier som handlade om de svenska musikdecennierna 1940–1960.

## Biografi
Egerbladh växte upp i Umeå, där han spelade i lokala jazz- och dansorkestrar. Han tog folkskollärareexamen 1954, blev ämneslärare 1959, arbetade som lärare 1955–1967 och blev klar med sin TV-producentutbildning 1969.
Han var producent vid Sveriges Radio Umeå 1967–1969, vid TV 2 1969–1985 och arbetade vid SVT som producent och programledare. Bland annat ledde han det populära programmet Två och en flygel. Han gav även ut böcker, exempelvis Jag minns mitt 40-tal och Jag minns mitt 50-tal (efter TV-serierna med samma namn - som TV-serie sändes även Jag minns mitt 60-tal) samt den självbiografiska ... och så tog Berndt bladet från munnen.
Han drev från 1985 de egna bolagen Green Records och Berndt Egerbladh produktion AB. Egerbladh skrev, arrangerade och medverkade bland annat också på Doris Svenssons skiva Did You Give the World Some Love Today Baby från 1970.
1985 arrangerade och producerade Berndt Egerbladh albumet Så länge du har lust  med Lena Nyman. Den innehöll ett urval av svenska dikter av bland andra Karin Boye, Ylva Eggehorn m.fl. samtliga tonsatta av Egerbladh. 
2002 inledde Egerbladh ett samarbete med artisten och poeten Patrick El-Hag, som fick i uppdrag att skriva texter till instrumentala kompositioner på de två Egerbladh albumen Night Pieces (1992) och Mousse au chocolat (2001). Samarbetet resulterade i Egerbladhs mångåriga samarbetsparner Ann Kristin Hedmarks kritikerrosade album Kom tillbaka innan du går (2004). Albumet blev en postum hyllning till Berndt Egerbladh som avled våren 2004. På piano medverkar Egerbladhs systerson Mats Öberg. Skivan fick toppbetyg i Svenska Dagbladet, Smålands-Tidningen, Hallandsposten, Norrbottens-Kuriren, Tidningen Ångermanland,      och exceptionella omdömen i bland annat Dagens Nyheter, Östgöta-Correspondenten, Jönköpings-Posten och Helsingborgs dagblad.    Singeln Visa vid sommarens slut testades till Svensktoppen i september 2004. Några ytterligare textsatta Berndt Egerbladh kompositioner kan även höras på El-Hags album Så där från 2007. 
Han var son till Ossian Egerbladh och Amy Egerbladh, född Johansson (1900–1964). Han var farbror till Birgitta Egerbladh och morbror till Mats Öberg.
Berndt Egerbladh gifte sig 1955 med SYO-konsulenten Gunn-Britt Gunnarsson (1930–2000) och har döttrarna Monica och Ewa. Han är begravd på Sollentuna kyrkogård.

## Produktioner

### Diskografi (urval)
- Fanfar (1962)
- Schizo (1964)
- But When I Started to Play (1966)
- Plays the Organ with a Swing (1968)
- Snövit och dom sju dvärgarna – En popmusical (1973)
- Nybyggarland (1973)
- Kristallen den fina (1974)
- African Suite (1975)
- Var mig nära (1975)
- Ja visst gör det ont (1976)
- As Time Goes By (1984) med Palle Danielsson och Johan Norberg
- Live at Borgholm Strand (1985)
- Så länge du har lust (1985)
- A Boy Full of Thoughts (1989)
- Twosome (1992–1996)
- Night Pieces (1992)
- Mousse au Chocolat (2001)
- Sweet & Lovely (2002)

### Filmmusik (urval)
- 1971 – Exponerad
- 1973 – Håll alla dörrar öppna
- 1975 – En kille och en tjej
- 1975 – Pojken med guldbyxorna (TV-serie)
- 1979 – Gå på vattnet om du kan
- 1981 – Pelle Svanslös
- 1985 – Pelle Svanslös i Amerikatt

### TV (urval)
- 1974–1990 – Två och en flygel
- 1988 – Jag minns mitt 50-tal
- 1989 – Jag minns mitt 40-tal
- 1993 – Jag minns mitt 60-tal